# Rothehof (Siedlung)

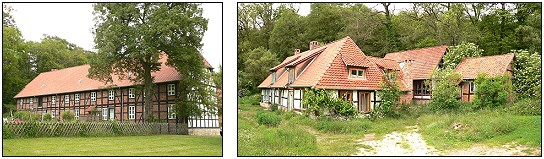
Historische Gebäude, links ehemalige Schulenburgische Försterei, rechts früheres Forstarbeiterhaus

Der historische Wohnplatz Rothehof liegt im Wolfsburger Stadtteil Rabenberg zwischen dem südlichen Hang des Rothe-Berges und dem Bachlauf der Stemmelriede. Vom 18. bis 20. Jahrhundert handelte es sich um einen Gutsweiler der Grafen von der Schulenburg. Vor Entstehen der Stadt Wolfsburg 1938 gehörte die Ansiedlung zur damaligen Gemeinde Rothehof-Rothenfelde.

## Name
Der Siedlungsname Rothehof deutet nicht auf einen roten Hof hin, sondern leitet sich von (Wald) roden ab. Die im Mittelalter entstandenen Ortsnamen mit dem Namensbestandteil  -rode (altniederdeutsch: -roth) weisen darauf hin, dass die Ortsgründer Waldflächen durch Rodung urbar gemacht haben (siehe auch -rode bei Grundwörter der Ortsnamen). Der Namensteil „-hof“ weist auf die Entstehung aus einem Gehöft hin.

## Geschichte
Der historische Siedlungsplatz bestand früher aus einer Ziegelei, einer Försterei und etwa 10 Wohnhäusern für Forstarbeiter. Heute sind die wenigen noch erhalten gebliebenen Fachwerkhäuser liebevoll restauriert worden. In mittelalterlichen Urkunden wird Rothehof als Rother Hof erwähnt, 1362 als „ein besonderes Vorwerk der von Bartensleben“. Unweit davon liegen im Wald die Reste der Turmhügelburg Rothehof am Bach der Stemmelriede.
1551 lässt sich für Rothehof urkundlich eine Ziegelei nachweisen, die im 18. Jahrhundert zum Rittergut des Grafen von der Schulenburg auf der 3,5 km entfernten Wolfsburg gehörte. Von der Ziegelei ist heute nichts mehr vorhanden, sie lag gegenüber dem 1884 errichteten Forstgebäude des Grafen von der Schulenburg. Nahe dem Siedlungsplatz Rothehof sind im Tal der Stemmelriede vier Teiche (Ziegelteich, Frauenteich, Krummer Teich und Kleiner Schillerteich) angelegt worden, die die von Bartensleben und später die von der Schulenburg zur Fischzucht nutzten. Der Ziegelteich war eine Tonentnahmestelle der Ziegelei und fand bereits 1595 als Fischteich urkundliche Erwähnung.
Am 1. Juli 1938 wurde die Gemeinde Rothehof-Rothenfelde aufgelöst und ging in der neugegründeten Stadt des KdF-Wagens, dem heutigen Wolfsburg, auf. Mit Kaufvertrag vom 12. Juli 1938 verkaufte Günther Graf von der Schulenburg-Wolfsburg Rothehof zusammen mit dem Gut Wolfsburg an die Gesellschaft zur Vorbereitung des Volkswagens mbH (Gezuvor).